# Вирабхадра

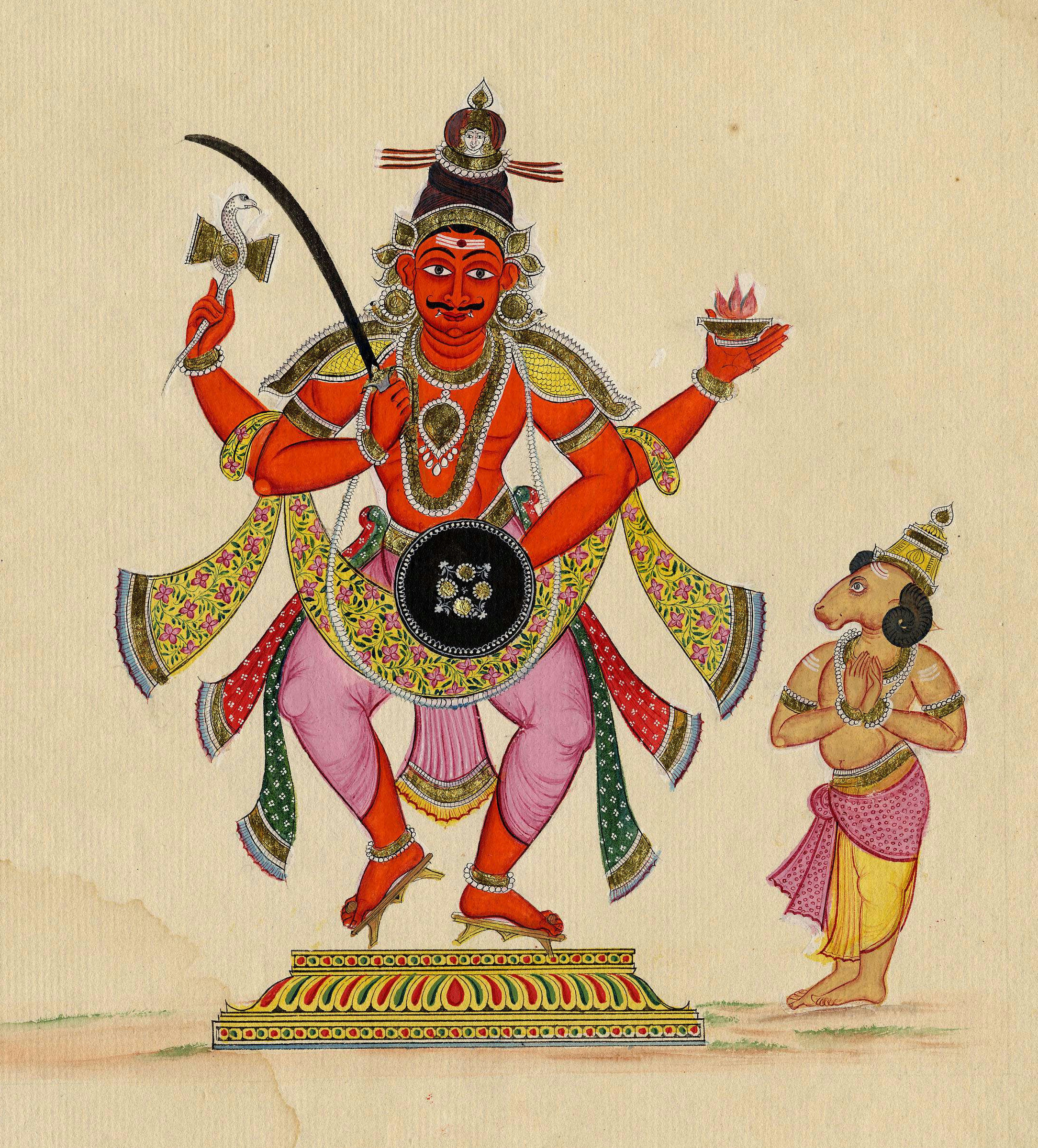
Вирабхадра и Дакша

Вирабхадра (санскр. वीरभद्र, IAST: vīrabhadra, от IAST: vīra — «герой»; IAST: bhadra — «прекрасный», «хороший»), также Вирабадра и Вирапатрин, — одно из позднейших индийских божеств, сопутствующих Шиве; олицетворение воинственной ярости; культ его особенно распространен в Декане; считается даже одним из воплощений Шивы.
По некоторым преданиям, Вирабхадра — сын Шивы, родившийся из локона этого последнего. Шива, услыхав о смерти своей жены Сати вслед за проклятиями её отца Дакши, в порыве бешенства отрезал у себя локон и бросил на землю. Из него тут же родился Вирабхадра, напал на Дакшу и отрубил ему голову, которая упала в жертвенный огонь и сгорела. Впоследствии боги возвратили Дакше жизнь, но его голову пришлось заменить козлиной. Поэтому одним из аксессуаров Вирабхадры, обыкновенно шестирукого и вооруженного различными орудиями истребления, является козлиная голова.
Затем Вирабхадра либо исчезает, становясь обратно Шивой, либо входит в свиту Шивы (шива-гана), либо превращается в мифологического зверя — полульва-полуорла Шарабху — для борьбы с аватарой Вишну Нарасимхой. Супругой Вирабхадры считается Бхадракали (IAST: bhadrakāli — «прекрасная Кали»), одна из ипостасей Парвати.
Обычно изображается четырёхруким или шестируким, с тремя глазами, но существуют изображения и с бо́льшим количеством рук. Основные атрибуты: правая сторона — меч (кхаджа) и стрела (бана); левая сторона — лук (дханус) и булава (гада). Может держать в одной из рук козлиную голову как символ победы над Дакшей.
Почитается как один из панча-ачарьев («Пяти учителей»), основателей традиции лингаята в шиваизме в Тамилнаду и Карнатаке.

## Мифология
Появление Вирабхадры связанн с широко распространённым мифом о жертвоприношении Дакши, самосожжением Сати (первой жены Шивы) и последующим разрушением жертвоприношения Шивой. Согласно текстам пуран и «Махабахараты», существует несколько вариантов этого мифа, но основным их мотивом является момент уничтожения жертвоприношения Дакши, отрывание у Дакши головы, воскрешение Дакши с заменой ему головы на козлиную (не находя его собственной головы) и последующее восхваление Дакшей Шивы в виде гимна, первой Шива-сахасранамы. Суть этих легенд сводится к следующему:

### Рождение
По просьбе богов и риши Дакша-Праджапати должен был совершить первое в истории жертвоприношение — яджну — на которое были приглашены все боги, за исключением Шивы, к которому Дакша испытывал неприязнь еще со времён сватовства Шивы к Сати. Сати узнала об этом и обратилась к мужу с укором, что их не пригласили; на что Шива ей ответил, что он (Шива) является Творцом Вселенной и все жертвы всё равно посвящены ему. Этот ответ Сати не устроил и она пошла к отцу разбираться. Придя на место жертвоприношения, она потребовала объяснений от Дакши, но он отказался с нею разговаривать, оскорбляя её и Шиву. Сати, не выдержав оскорблений в первую очередь в адрес своего любимого супруга, бросилась в жертвенный огонь, предварительно прокляв Дакшу. Об этом тут же сообщили Шиве (по другой версии: Шива узнал об этом сам, находясь в медитации), и он, приняв облик тысячерукого Вирабхадры (по другим версиям: отрезал локон, мгновенно превратившийся в Вирабхадру; отрезал и сжёг локон взглядом; отрезал локон по прибытии на место), в сопровождении ганов, отправился на место совершения жертвоприношения.

### Шива-Вирабхадра
Придя на место, Шива-Вирабхадра разметал жертвенный огонь, выбросил жертвенную антилопу, оторвал и выкинул голову Дакше, вырвал зубы и глаза у Пушана (одно из проявлений Сурьи-Солнца), отрубил руки и язык Агни, парализовал руки Индры, придавил Сому своим пальцем и обратил в бегство Гаруду. Боги и риши, присутствовавшие при этом, в ужасе обратились к Брахме с просьбой успокоить Шиву. С большим трудом Брахма вместе с остальными богами сумели уговорить Шиву успокоиться, восстановить разрушенное и вернуть Дакше жизнь. Шива частично восстановил уничтоженное им, однако голову Дакши не нашли, и Шива приставил к телу Дакши голову найденного неподалёку козла (по некоторым версиям — голову жертвенной антилопы или голову жертвенного козла). Вернувшись к жизни, Дакша воззвал к Шиве о прощении и восхвалил его чтением Тысячи имён.
Согласно другой версии, излагающейся в мифах, Дакша пригласил Шиву на жертвоприношение, но был оскорблён тем, что Шива не выразил к нему своё почтение — Шива не приветствовал Дакшу вставанием, как остальные присутствовавшие боги. Дакшу это сильно обидело и он проклял Шиву — «Да не будет тебе принесена жертва, полагающаяся богам». Шива ничего не сказал в ответ, но покинул место жертвоприношения.
По прошествии времени Дакша вновь устроил великое жертвоприношение, на которое пригласил Шиву с супругой. Шива рассказал Сати о том, что произошло на прошлом жертвоприношении и предложил ей отказаться от посещения, но несмотря на это, Сати пошла вместе с ним. На жертвоприношении Сати была оскорблена своим отцом и, не в силах пережить это, бросилась в огонь, тем самым совершив самопожертвование. Шива пришел в бешенство и создал Вирабхадру, который разрушил жертвоприношение и заставил Дакшу подчиниться Шиве.
Также есть версия, что однажды Дакша (ещё до брака Шивы и Сати) посетил дворец Шивы в сопровождении дочери, но остался недоволен приёмом, хотя Шива и сделал всё возможное, чтобы удовлетворить отца своей будущей жены. Уже после свадьбы Сати посетила отца, но он в очередной раз начал оскорблять Шиву и прогнал дочь из своего дома. Сати была оскорблена таким отношением к мужу и выйдя за порог родительского дома, совершила самосожжение — сати.
Узнав о самосожжении жены, Шива проклял Дакшу — тот должен был родиться в кшатрийском роду и совершить акт инцеста с собственной дочерью. В дальнейшем Дакша родился как царь Прачетас в роду Друхью в Лунной Династии. Однажды он решил совершить великое жертвоприношение (яджну) всем богам, кроме Шивы. Когда об этом узнал приглашённый на жертвоприношение риши Дадхичи и попытался уговорить царя либо принести жертву и Шиве, либо отказаться от жертвоприношения. Царь отказался приносить жертвы Шиве и попытался продолжить ход жертвоприношения, но риши Дадхичи проклял царя и присутствовавших и воззвал к Шиве, который незамедлительно явил себя собравшимся. Вместе с ним пришла и Парвати и вместе с риши Дадхичи призвала Шиву разрушить жертвоприношение.

## Храмы и почитание
Вирабхадра широко почитается в Южной Индии; во многих шиваитских храмах присутствует изображение Вирабхадры, рядом с ним обычно изображается Дакша с головой козла в молитвенной позе.